# Huta Toruan X
Huta Toruan X is een bestuurslaag in het regentschap Tapanuli Utara van de provincie Noord-Sumatra, Indonesië. Huta Toruan X telt 4404 inwoners (volkstelling 2010).